# أونيكيم
تأسست مختبرات أونيكيم (Unichem) في عام 1944 من قبل بادمابهوشان ليت مستر. أمروت في مودي ، وهو رائد في مجال الأدوية الهندية. كان الاكتتاب العام الأولي لشركة مختبرات أونيكيم ليمتد في عام 1963 ، وبالتالي تم إدراج الشركة في بي أس إي ليمتد و أن أس إي ليمتد.
إنها واحدة من أقدم وأكبر شركات الأدوية في الهند ، ويقع مقرها الرئيسي في مومباي ، ماهاراشترا ، الهند. أونيكيم هي شركة أدوية دولية متخصصة في مجال الأعمال ومتكاملة وذات توجه تجاري معروف بجودتها وموثوقيتها. تقوم بتصنيع وتسويق سلة كبيرة من المستحضرات الصيدلانية في جميع أنحاء العالم ، بما في ذلك الأسواق الخاضعة للتنظيم في الولايات المتحدة وأوروبا.
تعمل مختبرات أونيكيم ليمتد حاليًا في التركيبات النهائية وواجهات برمجة التطبيقات وتصنيع العقود والتوليف المخصص وما إلى ذلك. يتمتع موقع البحث والتطوير الخاص بهم في جوا بخبرة في تطوير المنتجات وكيمياء العمليات وتطوير واجهات برمجة التطبيقات المعقدة للسوق العالمية.

## وصلات خارجية
- موقع مختبرات أونيكيم